# Kobieta i mężczyzna: 20 lat później
Kobieta i mężczyzna: 20 lat później (fr. Un homme et une femme, 20 ans déjà) – francuski melodramat z 1986 roku w reżyserii Claude’a Leloucha. Sequel najbardziej znanego filmu tego reżysera pt. Kobieta i mężczyzna (1966). Zdjęcia kręcono w Deauville.

## Obsada
- Anouk Aimée – Anne Gauthier
- Jean-Louis Trintignant – Jean-Louis Duroc
- Richard Berry – Richard Berry
- Evelyne Bouix – Françoise
- Marie-Sophie L. – Marie-Sophie
- Philippe Leroy – Profesor Thevenin
- Charles Gérard – Charlot
- Patrick Poivre d’Arvor – Patrick Poivre d’Arvor
- Thierry Sabine – Thierry Sabine
- Antoine Sire – Antoine